# Soja Nikolajewna Nenljumkina
Soja Nikolajewna Nenljumkina (russisch Зоя Николаевна Ненлюмкина; * 17. Januar 1950 in der Eskimo-Siedlung Naukan auf dem Kap Deschnjow beim Dorf Uelen, Tschukotka) ist eine sowjetische bzw. russische Dichterin eskimoischer Herkunft.

## Leben
Nenljumkina besuchte die Pädagogik-Schule in Anadyr mit Abschluss 1972. Darauf führte sie Eskimo-Sendungen im regionalen Rundfunk durch und arbeitete als Lehrerin im Rajon Prowidenija.
Nenljumkinas erster Sammelband mit Gedichten über die Vögel von Naukan in Eskimoisch und Russisch wurde 1979 veröffentlicht. Eine Sammlung von Kindergedichten erschien 1985. Weitere Gedichtbände folgten ab 1986. Sie übersetzte erstmals ein Gedicht Michail Lermontows ins Eskimoische. Ihre Gedichte erschienen auch in Dänemark, Frankreich und den USA.
Gegenwärtig lebt Nenljumkina in Anadyr. Sie ist nicht nur Dichterin, sondern auch Erzählerin.

## Ehrungen, Preise
- Magadan-Komsomol-Preis (1979)[1][2]
- Rytcheu-Literaturpreis Tschukotkas (2002)[1]